# عثمان اندونگ
عثمان اندونگ (انگلیسی:Ousmane Ndong؛ زاده ۲۰ سپتامبر ۱۹۹۹) بازیکن فوتبال اهل سنگال است که به عنوان مدافع برای باشگاه احمد گروژنی در لیگ روسیه بازی می‌کند.
او سابقه بازی در کشورهای سنگال، اروگوئه و آرژانتین را دارد.

## دوران حرفه ای
اندونگ کار خود را به‌عنوان یک هافبک مرکزی آغاز کرد و سال‌های جوانی خود را در سنگال با آنجلو آفریقا، تئونگوت اف سی و کیور فوت اف سی گذراند. در سال ۲۰۱۸، اندونگ به آرژانتین نقل مکان کرد تا به لیگ پریمرا بخش تیم لانوس بپیوندد. او به مدت دو سال در آکادمی آنها بازی کرد، و در اواخر نیز به عنوان کاپیتانی رسید، در حالی که پستش تبدیل به یک دفاع میانی شد. او در ۲۹ سپتامبر در یک بازی دوستانه مقابل آرسنال دی ساراندی گلزنی کرد، قبل از اینکه اولین بازی خود را برای بزرگسالان در کوپا د لا لیگا حرفه ای مقابل نیولز اولد بویز در ۱۴ نوامبر؛ تبدیل به اولین بازیکن سنگالی شد که در لیگ برتر آرژانتین بازی می‌کند. در ۳ ژانویه ۲۰۲۲ تأیید شد که قرارداد اندونگ با لانوس فسخ شده است.
در پایان فوریه ۲۰۲۰، اندونگ به تیم پریمرا دیویزیون اروگوئه آلیبون نقل مکان کرد.

## زندگی شخصی
اندونگ در داکار به دنیا آمده و دارای دو برادر و یک خواهر به دنیا آمد. پدرش پلیس بازنشسته است و مادرش (متوفی ۲۰۱۹) پزشک بود. او در دوران کودکی با سادیو مانه دوست بود. در سال ۲۰۱۹، در آرژانتین، اندونگ با تهدید اسلحه مورد سرقت قرار گرفت. او همچنین در زمانی که در این کشور آمریکای جنوبی بود از شعارهای نژادپرستانه رنج برد. اندونگ برای آموزش زبان اسپانیایی نه ماه وقت صرف کردو وی قبلاً فقط به زبان فرانسوی و مقدار کمی انگلیسی صحبت کردن بلد بود. ندونگ می‌گوید عشق به آرژانتین از تماشای لیونل مسی و تیم ملی آرژانتین ناشی شد. فاش کرد که وقتی آرژانتین از کوپا آمریکا حذف شد، گریه کرد.

## آمار
.
| باشگاه   | فصل      | لیگ              | لیگ       | لیگ   | جام       | جام    | لیگ کاپ   | لیگ کاپ | قاره ای   | قاره ای | سایر      | سایر   | مجموع     | مجموع |
| باشگاه   | فصل      | بخش              | برنامه ها | اهداف | برنامه ها | هدف ها | برنامه ها | هدف ها  | برنامه ها | هدف ها  | برنامه ها | هدف ها | برنامه ها | اهداف |
| -------- | -------- | ---------------- | --------- | ----- | --------- | ------ | --------- | ------- | --------- | ------- | --------- | ------ | --------- | ----- |
| لانوس    | ۲۱–۲۰۲۰  | Primera División | ۱         | ۰     | ۰         | ۰      | ۰         | ۰       | ۰         | ۰       | ۰         | ۰      | ۱         |       |
| مجموع کل | مجموع کل | مجموع کل         | ۱         | ۰     | ۰         | ۰      | ۰         | ۰       | ۰         | ۰       | ۰         | ۰      | ۱         | ۰     |